# Fuencaliente de la Palma
Fuencaliente de la Palma település Spanyolországban, Santa Cruz de Tenerife tartományban. Fuencaliente de la Palma Los Llanos de Aridane, El Paso és Villa de Mazo községekkel határos. Lakosainak száma 1900 fő (2024).

## Népesség
A település népessége az elmúlt években az alábbi módon változott:
| Lakosok száma | 1794 | 1877 | 1964 | 1935 | 1840 | 1745 | 1695 | 1722 | 1800 | 1900 |
|               | 2001 | 2004 | 2007 | 2009 | 2012 | 2014 | 2017 | 2019 | 2022 | 2024 |